# Rudniccy herbu Lis
Rudniccy – polski ród szlachecki pieczętujący się herbem Lis. Wspólnego pochodzenia z Bechcickimi, stąd pisali się z Bechcic. Wydał kilku senatorów.

## Przedstawiciele rodu
- Jan Rudnicki – kasztelan rozpirski
- Sebastian Maciej Rudnicki – podsędek ziemski sieradzki
- Szymon Rudnicki – biskup warmiński
- Jan Rudnicki – kasztelan sieradzki
- Franciszek Rudnicki – porucznik kawalerii narodowej
- Zofia z Mrozowickich Rudnicka – pisarka
- Klemens Rudnicki – generał WP
- Karol Rudnicki – major kawalerii WP